# Mythicomyia munda
Mythicomyia munda är en tvåvingeart som beskrevs av Axel Leonard Melander 1961. Mythicomyia munda ingår i släktet Mythicomyia och familjen svävflugor. Inga underarter finns listade i Catalogue of Life.